# 류재현 (기획자)
류재현(1965년 11월 25일~)은 서울특별시에서 태어난 대한민국의 문화기획자이다. 주요 기획물로는 월드 DJ 페스티벌,  하이 서울 페스티벌, 나이 없는 날, 클럽 데이, 서울장미축제 등이 있다. 상상공장 대표, RYUS 대표이사이자 한양대학교 문화콘텐츠학과, 서울시립대학교 관광문화학과 대학원, 조선대학교 문화학과 대학원 겸임교수를 역임했으며 수차례 문화기획과 관련된 강연을 해왔다. '내가 원하는 일을 하면 예술가이고 남이 원하는 일을 하면 기획가이다'를 기획모토로 삼고 같은 환경을 다른 시각으로 보려 시도한다. 창의력의 원천은 특별하고 타고난 것이아니라 많은 실패를 통해 얻은 교훈을 매 기획에 반영하는 것이라고 말한다. 청춘들을 위한 강연에서는 성공에서 중요한 것은 시기가 아니라 스스로 만든 기회를 잡는 것이라고 말한다.

## 생애
1965년 11월 25일 (음력: 1965년 11월 3일)에 서울특별시에서 태어나 자라왔다. 4수 끝에 서울대학교 산업디자인학과에 입학하여 수학하고 30살에 졸업한다. 졸업 후 광고대행사PD로 지내다가 1999년 '클럽'에 빠지게 된다. 특히 홍대 일대 클럽을 자주 오갔는데 당시 강남 클럽권에서 유행하던 공연 파티식 클럽 때문에 애정하던 홍대 클럽의 상권이 흔들리기 시작한다. 2001년, 101테그노를 설립해 한 장의 티켓으로 홍대 여러 클럽의 다양한 공연을 볼 수 있는 '클럽 데이'를 기획한다. 2001년 1회 800여명에서 3회 때에는 2800여명이 몰리며 성과를 이룬다. 하지만 101테크노의 자리를 넘보던 사람들이 클럽 업주들을 포섭하여 101테크노 대표자리에서 끌어내린다. 동시에, 클럽 옷을 팔던 7평 남짓한 옷가게도 투자자를 빙자한 사기꾼에게 빼앗긴다. 힘든 시기를 맞은 2002년, 창고에서 근근이 버티면서 생활하다 37살에 결국 자살을 결심하기도 한다. 2003년, 서울시 관계자의 부탁으로 우연히 ‘하이서울페스티벌’의 시민위원으로 참여하게 된다. 페스티벌에 비보잉과 디제잉 등의 인디문화를 담아내자는 아이디어를 내고 채택이 되면서 들어온 공연 총 감독 역할의 기회를 잽싸게 잡는다. 제 1회 하이서울페스티벌을 성공적으로 마치며 총 5회 연속으로 감독을 맡는다. 2007년, 서울시의 지원을 받아 하이서울페스티벌 프로그램의 하나로 서울월드DJ페스티벌을 기획하고 또 다시 성공을 거둔다. 2008년부터 공연을 유료화하고 장소를 옮기며 매년 5월 대한민국 최고의 EDM축제로 성장시킨다. 이후 50대 이상 어르신들을 위한 클럽 축제인 '나이 없는 날'부터 물총 싸움 '워터 워'(Water War), 서울 광화문에서 반포한강공원까지 걷는 '서울 걷자 페스티벌' 등 다양한 축제를 기획해왔다.

## 기획물
- 2001  클럽데이
- 2003~2007 하이 서울 페스티벌
- 2004   마포가족음악회
- 2007~ 월드 DJ 페스티벌[2]
- 2007   점프 구로 문화 축제[3]
- 2008~2012 마포나루 새우젓 축제, 나이 없는 날[4]
- 2009    코리아 푸드 엑스포
- 2010   F1 그랑프리 코리아
- 2011  홍대 사일런트 디스코 파티
- 2012  명동 Dance Night, 제5회 서울 문화의 밤
- 2013  Tree Hug(경기도청 환경의 날 행사)기획
- 2015  서울장미축제, 남산골한옥마을 달빛잔치, 누워서 책읽기 북적북적
- 2016~ 서울 장미 축제[5], 봄-가을 여행주간, 코리아 크리에이터스데이
- 2017  류스투어, 수원화성불빛축제 The Lighting Wall

### 주요 기획물에서의 발상과 연출
|              | 기획을 자극한 발상                                                   | 연출 | 기타 |
| ------------ | -------------------------------------------------------------------- | --- | --- |
| 클럽 데이    | '다른 사람들도 나처럼 홍대 앞 클럽을 다 다닐 수 있도록 하면 어떨까?' | -클럽 데이에 참여한 클럽의 평수를 합치면 1500평 남짓되기 때문에 실제로는 1500명 밖에 못 들어 가지만 클럽과 클럽 사이의 거리를 이용한 로테이션 마케팅을 활용하여 1500명 이상의 티켓을 팔 수 있었음. | 보통 축제는 일년에 한 번씩 열리는데 한 달에 한 번씩 성공적으로 열렸다는 점에서 류재현이우리나라에서 가장 성공했다고 단언하는 축제임.                                                    |
| 나이 없는 날 | '나이로 인해 차별 받는 문화의 장벽을 허물자'                         | -평소 젊은이들이 많이 다니는 홍대 앞 카페, 놀이터, 클럽, 노래방을 체험 할 수 있는 프로그램 만들어 특정 문화로부터 소외된 어르신들에게 체험의 장을 마련하였음.                                      | 처음에는 서교동 주민 센터의 주최 잔다리마을 문화축제’의 일환으로 시작되어 2017년까지 유지되 있다. 대전에서도 어르신의 문화체험 프로그램의 일종으로 '나이 없는 날' 행사를 개최하고 있음. |

## 수상경력
- 2002  서울시장 표창

- 2010  경기도지사 표창

- 2011  서울시인재개발원 우수강사

- 2017  대한민국마케팅대상 앙트러프로너쉽 상
- 2017 문화체육관광부 장관상

## 저서
- 《청춘 고민상담소: 청춘이 버려야 할 10가지 , 류재현 외 10 공저, 엘도라도》

## 강연

### 주요강연
| 강연                           | 일시/장소                       | 강연 요점 |
| ------------------------------ | ------------------------------- | --- |
| '성공하는 상상 실패하는 상상'  | 세상을 바꾸는 시간 15분 (194회) | -신이 인간에게 준 가장 큰 선물이 ‘희망’ 이라면 신이 인간에게 준 가장 큰 능력은 ‘상상’이다. 상상은 성공하는 상상, 실패하는 상상으로 나뉜다. 성공하는 상상은 사람들이 원하는 것을 가능하게 해주는 것에서 시작한다. -생각을 바꾸면 불가능한 것도 가능하게 바뀐다. 예) ‘부천동 먹자 골목’의 경우 차 없는 거리라는 특성이 사람들의 접근성을 떨어뜨려 상가 경제를 위협한다. ⇨ 차 없는 거리이기 때문에 상가가 골목 공간을 활용할 수 있는 기회가 생긴다. 이렇게 발상의 전환이 성공하는 상상으로 가는 지름길이다. |
| 청춘이 버려야 할 10가지 - 타협 | 청춘 고민상담소                 | -인생에 대한 수동적 자세를 능동적인 자세로 바꾸고 자기 자신을 branding 하여 다른 사람과 다름을 보여주어라. -타의에 의해서 살아가는 것 그 자체가 자신과의 타협이다. 타협 속에서 대안을 찾아라. 사회에서 주어진 것이 정답이라고 생각하는 걸 버려라. -창조하라! 창조는 어려운 것이 아니다. 같은 것을 다르게 보는 것만으로도 충분히 창조가 이루어질 수 있다. |

### 그 외 강연들
- 제주대학교 문화광장 강연 / 2011년 4월 27일

- 청춘 페스티벌 보관됨 2017-06-06 - 웨이백 머신 2012 내가 찍은 푸른 봄의 영화 / 2012년 5월 19일

- 광주 청소년 페스티벌 ‘도시락 특강’ / 2013년 11월 28일

- 꿈틀쇼 문화공연기획 강연 / 2014년 11월 26일

- 시흥청년축제학교 지역축제양성자교육 / 2015년 7월 18일~9월 5일[9]

- '청출어람 : 집나온 청년들의 분수넘치는 이야기' / 2015년 7월 5일